# Paral·lel 77° nord
El paral·lel 77° nord és una línia de latitud que es troba a 77 graus nord de la línia equatorial terrestre. Travessa Europa, Àsia, l'Oceà Pacífic, Amèrica del Nord l'oceà Atlàntic.

## Geografia
En el sistema geodèsic WGS84, al nivell de 77° de latitud nord, un grau de longitud equival a 25,121 km; la longitud total del paral·lel és de 9.726 km, que és aproximadament 22,6% de la de l'equador, del que es troba a 8.550 km i a 1.452 km del pol Nord
Com tots els altres paral·lels a part de l'equador, el paral·lel 77° nord no és un cercle màxim i no és la distància més curta entre dos punts, fins i tot si es troben al mateix latitud. Per exemple, seguint el paral·lel, la distància recorreguda entre dos punts de longitud oposada és 4.522 km; després d'un cercle màxim (que passa pel Pol Nord), només és 2.904 km.

## Durada del dia
En aquesta latitud, el sol és visible durant 24 hores i 0 minuts a l'estiu, i resta sota l'horitzó tot el dia en solstici d'hivern.

## Arreu del món
Començant al meridià de Greenwich i dirigint-se cap a l'est, el paral·lel 77º passa per:
| Coordenades                               | País, territori o mar      | Notes |
| ----------------------------------------- | -------------------------- | --- |
| 77° 0′ N, 0° 0′ E / 77.000°N,0.000°E      | Oceà Atlàntic              | Mar de Groenlàndia Mar de Noruega |
| 77° 0′ N, 16° 30′ E / 77.000°N,16.500°E   | Noruega                    | Svalbard - illa de Spitsbergen |
| 77° 0′ N, 17° 15′ E / 77.000°N,17.250°E   | Mar de Barents             | |
| 77° 0′ N, 67° 40′ E / 77.000°N,67.667°E   | Rússia                     | Nova Terra – Illa Séverni (el punt més septentrional) |
| 77° 0′ N, 67° 57′ E / 77.000°N,67.950°E   | Mar de Kara                | |
| 77° 0′ N, 88° 50′ E / 77.000°N,88.833°E   | Rússia                     | Illa Slojnií |
| 77° 0′ N, 88° 53′ E / 77.000°N,88.883°E   | Mar de Kara                | |
| 77° 0′ N, 95° 21′ E / 77.000°N,95.350°E   | Rússia                     | Illa Russki |
| 77° 0′ N, 96° 15′ E / 77.000°N,96.250°E   | Mar de Kara                | |
| 77° 0′ N, 101° 20′ E / 77.000°N,101.333°E | Rússia                     | Península de Taimir |
| 77° 0′ N, 107° 18′ E / 77.000°N,107.300°E | Mar de Làptev              | |
| 77° 0′ N, 107° 57′ E / 77.000°N,107.950°E | Rússia                     | Illes Faddei |
| 77° 0′ N, 108° 4′ E / 77.000°N,108.067°E  | Mar de Làptev              | |
| 77° 0′ N, 132° 2′ E / 77.000°N,132.033°E  | Oceà Àrtic                 | |
| 77° 0′ N, 154° 16′ E / 77.000°N,154.267°E | Mar de la Sibèria Oriental | Passa al sud de l'illa Henrietta, Rússia |
| 77° 0′ N, 157° 10′ E / 77.000°N,157.167°E | Oceà Àrtic                 | |
| 77° 0′ N, 120° 4′ O / 77.000°N,120.067°O  | Canadà                     | Territoris del Nord-oest - Illa del Príncep Patrick |
| 77° 0′ N, 116° 0′ O / 77.000°N,116.000°O  | Badia de Moore             | |
| 77° 0′ N, 115° 40′ O / 77.000°N,115.667°O | Cos d'aigua sense nom      | Passa al nord de l'illa Emerald, Territoris del Nord-oest, Canadà · Passa al sud de l'Illa Fitzwilliam Owen, Territoris del Nord-oest, Canadà · Passa al sud de l'illa Eight Bears, Territoris del Nord-oest, Canadà |
| 77° 0′ N, 111° 33′ O / 77.000°N,111.550°O | Estret de Hazen            | Passa al nord de l'illa Vesey Hamilton, Nunavut, Canadà |
| 77° 0′ N, 109° 0′ O / 77.000°N,109.000°O  | Canal de Byam Martin       | |
| 77° 0′ N, 104° 52′ O / 77.000°N,104.867°O | Estret de Desbarats        | Passa al sud del Grup Findlay, Nunavut, Canadà |
| 77° 0′ N, 103° 38′ O / 77.000°N,103.633°O | Cos d'aigua                | |
| 77° 0′ N, 97° 25′ O / 77.000°N,97.417°O   | Canadà                     | Nunavut – Illa Crescent |
| 77° 0′ N, 97° 8′ O / 77.000°N,97.133°O    | Badia de Napier            | |
| 77° 0′ N, 96° 17′ O / 77.000°N,96.283°O   | Canadà                     | Nunavut – Illa de Devon |
| 77° 0′ N, 95° 13′ O / 77.000°N,95.217°O   | Badia de Noruega           | |
| 77° 0′ N, 88° 43′ O / 77.000°N,88.717°O   | Canadà                     | Nunavut - Ellesmere |
| 77° 0′ N, 79° 15′ O / 77.000°N,79.250°O   | Badia de Baffin            | Badia de Smith |
| 77° 0′ N, 78° 22′ O / 77.000°N,78.367°O   | Canadà                     | Nunavut - Ellesmere |
| 77° 0′ N, 78° 4′ O / 77.000°N,78.067°O    | Badia de Baffin            | |
| 77° 0′ N, 71° 19′ O / 77.000°N,71.317°O   | Groenlàndia                | Terra de Steensby |
| 77° 0′ N, 18° 12′ O / 77.000°N,18.200°O   | Groenlàndia                | Germanialand |
| 77° 0′ N, 18° 14′ O / 77.000°N,18.233°O   | Oceà Atlàntic              | Mar de Groenlàndia |